# Ahí va el diablo
Pour plus de détails, voir Fiche technique et Distribution.
Ahí va el diablo est un thriller fantastique mexico-américain écrit et réalisé par Adrián García Bogliano sorti en 2013.

## Synopsis
Sara et Adolfo, les enfants d'un jeune couple en route vers Tijuana disparaissent une journée dans la caverne d'une montagne. Tandis qu'il se comportent bizzarement depuis leur retour, leur père entreprend une enquête sur des légendes indiennes.

## Fiche technique
- Titre original : Ahí va el diablo
- Titre français :
- Titre québécois :
- Réalisation : Adrián García Bogliano
- Scénario : Adrián García Bogliano
- Direction artistique : Catalina Oliva
- Décors :
- Costumes :
- Montage : Carmen Vargas
- Musique : Julio Pillado
- Photographie : Ernesto Herrera
- Son :
- Production : Andrea Quiroz
- Sociétés de production : MPI Media Group, Morbido Films et Salto de Fe Films
- Sociétés de distribution :  Magnet Releasing
- Pays de production :  Mexique/ États-Unis
- Budget :
- Langue : Espagnol
- Durée : 97 minutes (1 h 37)
- Format : Couleurs - 35 mm - 1.85:1 -  Son Dolby numérique
- Genre : Thriller fantastique
- Dates de sortie
  - Canada : 11 septembre 2012 (festival international du film de Toronto)
  - États-Unis : 2013

## Distribution
- Francisco Barreiro : Felix
- Laura Caro : Sol
- Alan Martinez : Adolfo
- Michele Garcia : Sara
- David Arturo Cabezud : Lucio